# Parigi-Bruxelles 1983
La Parigi-Bruxelles 1983, sessantatreesima edizione della corsa, si svolse il 21 settembre 1983 su un percorso di 301 km, con partenza da Senlis e arrivo a Sint-Genesius-Rode. Fu vinta dallo svedese Tommy Prim della Bianchi-Piaggio davanti al belga Daniel Rossel e al tedesco Ralf Hofeditz.

## Ordine d'arrivo (Top 10)
| Pos. | Corridore                  | Squadra                       | Tempo    |
| ---- | -------------------------- | ----------------------------- | -------- |
| 1    | Tommy Prim                 | Bianchi-Piaggio               | 7h30'00" |
| 2    | Daniel Rossel              | Fangio-Tonissteiner-OM Trucks | a 3"     |
| 3    | Ralf Hofeditz              | Wolber-Spidel                 | s.t.     |
| 4    | Adrie van der Poel         | Aernoudt-Rossin               | a 1'20"  |
| 5    | Johan Lammerts             | TI-Raleigh-Campagnolo         | s.t.     |
| 6    | Frits van Bindsbergen      | Aernoudt-Rossin               | a 1'30"  |
| 7    | Leo Wellens                | Fangio-Tonissteiner-OM Trucks | a 1'50"  |
| 8    | Jean-Marie Wampers         | Splendor-Euro Shop            | a 2'10"  |
| 9    | Ferdi Van den Haute        | La Redoute-Motobecane         | a 2'12"  |
| 10   | Jean-Philippe Vandenbrande | Splendor-Euro Shop            | s.t.     |